# Johannes-Gutenberg-Schule
Nach Johannes Gutenberg sind folgende Schulen benannt:
- Gutenberg-Schule Berlin
- Gutenberg-Gymnasium Bergheim
- Gutenbergschule Darmstadt-Eberstadt
- Gutenbergschule Eltville
- Gutenberg-Gymnasium (Erfurt)
- Gutenbergschule Frankfurt am Main
- Gutenbergschule (Karlsruhe)
- Johannes-Gutenberg-Schule (Köln)
- Gutenbergschule (Leipzig)
- Gutenberg-Gymnasium (Mainz)
- Gutenbergschule Reutlingen
- Johannes-Gutenberg-Schule Stuttgart
- Gutenbergschule Wiesbaden
- Ganztagsschule Johannes Gutenberg in Wolmirstedt